# IDGAF
IDGAF ist ein Lied der britisch-albanischen Sängerin Dua Lipa, das am 12. Januar 2018 als Single aus ihrem Debütalbum Dua Lipa veröffentlicht wurde.

## Inhalt
Bei „IDGAF“ handelt es sich um das Akronym: „I Don’t Give a Fuck“ (englisch für ‚Is’ mir scheißegal‘). Dua Lipa singt über einen Freund, der sie betrogen hat. Als die BBC sie fragte, ob das Lied auf einer wahren Geschichte beruht, sagte sie: „Ja und nein“. Wie sie erklärt, handelt das Lied von einem Ex-Freund, der lange nach der Trennung anruft, um „Hallo“ zu sagen. „Und du denkst: ‚Was gibt ihm das Recht, mich anzurufen?‘ Weiß er nicht, dass er mir viel Schaden zugefügt hat?“

## Musikvideo
Das Musikvideo wurde von Marion Motin choreografiert und vom Regisseur Henry Scholfield gedreht. In diesem gibt es zwei Dua Lipas. Die blau gekleidete Dua Lipa repräsentiert ihre harte Seite, die rot gekleidete Dua Lipa repräsentiert ihre weiche Seite. Zuerst kämpfen sie gegeneinander, aber dann erkennen sie, dass Selbstliebe das wichtigste ist. (Wenn du dich selbst liebst, kannst du die ganze Negativität überwinden.)

## Kommerzieller Erfolg

### Chartplatzierungen
| ChartsChartplatzierungen       | Höchstplatzierung | Wochen |
| ------------------------------ | ----------------- | ------ |
| Deutschland (GfK)              | 12 (21 Wo.)       | 21     |
| Österreich (Ö3)                | 6 (23 Wo.)        | 23     |
| Schweiz (IFPI)                 | 19 (24 Wo.)       | 24     |
| Vereinigte Staaten (Billboard) | 49 (23 Wo.)       | 23     |
| Vereinigtes Königreich (OCC)   | 3 (29 Wo.)        | 29     |

| ChartsJahrescharts (2018)      | Platzierung |
| ------------------------------ | ----------- |
| Deutschland (GfK)              | 48          |
| Österreich (Ö3)                | 43          |
| Schweiz (IFPI)                 | 66          |
| Vereinigte Staaten (Billboard) | 98          |
| Vereinigtes Königreich (OCC)   | 11          |

### Auszeichnungen für Musikverkäufe
| Land/Region                  | Auszeichnungen für Musikverkäufe (Land/Region, Auszeichnung, Verkäufe) | Verkäufe  |
| ---------------------------- | ---------------------------------------------------------------------- | --------- |
| Australien (ARIA)            | 4× Platin                                                              | 280.000   |
| Belgien (BRMA)               | Platin                                                                 | 30.000    |
| Dänemark (IFPI)              | Platin                                                                 | 90.000    |
| Deutschland (BVMI)           | Gold                                                                   | 200.000   |
| Frankreich (SNEP)            | Platin                                                                 | 200.000   |
| Irland (IRMA)                | 3× Platin                                                              | 45.000    |
| Italien (FIMI)               | 2× Platin                                                              | 100.000   |
| Kanada (MC)                  | 7× Platin                                                              | 560.000   |
| Neuseeland (RMNZ)            | 5× Platin                                                              | 150.000   |
| Norwegen (IFPI)              | 2× Platin                                                              | 120.000   |
| Österreich (IFPI)            | Platin                                                                 | 30.000    |
| Polen (ZPAV)                 | 4× Platin                                                              | 200.000   |
| Portugal (AFP)               | 3× Platin                                                              | 30.000    |
| Schweden (IFPI)              | Platin                                                                 | 80.000    |
| Spanien (Promusicae)         | 3× Platin                                                              | 180.000   |
| Vereinigte Staaten (RIAA)    | 2× Platin                                                              | 2.000.000 |
| Vereinigtes Königreich (BPI) | 3× Platin                                                              | 1.800.000 |
| Insgesamt                    | 1× Gold · 43× Platin ·                                                 | 6.095.000 |

Hauptartikel: Dua Lipa/Auszeichnungen für Musikverkäufe